# 2008年夏季奥林匹克运动会坦桑尼亚代表团
2008年夏季奥林匹克运动会坦桑尼亞代表团参加2008年8月8日至24日在中国北京主办的第29届夏季奥运。該國共派出10名選手參加2個大項的比賽。

## 拳擊
- Emilian Polino